# Vibertiola cinerea
Vibertiola cinerea ist eine Wanzenart aus der Unterfamilie Harpactorinae in der Familie der Raubwanzen (Reduviidae). In der Gattung Vibertiola gibt es noch zwei weitere Arten,  Vibertiola argentata und Vibertiola ribauti, die beide in Afrika beheimatet sind.

## Merkmale
Die Wanzen der Art Vibertiola cinerea sind schlank gebaut, sie erreichen Körperlängen von 16,5 bis 18,5 Millimetern bei etwa drei Millimeter Breite. Sie sind hellbraun gefärbt mit undeutlicher gelblicher Zeichnung, wirken aber durch die Behaarung oft grau oder weißlich. Der zylindrische Kopf ist etwa dreimal so lang wie breit, er ist parallelseitig, nur der kurze vorderste Abschnitt, von der Einlenkungsstelle der Antennen an, ist etwas verschmälert. Der gerade Saugrüssel erreicht in Ruhelage die Mitte der Bauchplatte (Sternum) des ersten Rumpfsegments. Das Integument von Kopf und Pronotum trägt steife, abstehende Borstenhaare, die etwas kürzer als der Augendurchmesser sind. Die Haare auf den ersten beiden Antennensegmenten und Schenkeln und Schienen der Beine sind länger, sie sind etwa so lang wie der Durchmesser dieser Glieder. Der Seiten- und Hinterrand des trapezförmigen Pronotum trägt eine durchgehende Reihe langer Haare. Das dreieckige Scutellum ist etwa 1,4mal länger als an der Basis breit. Die Halbdecken der Flügel erreichen nach hinten die Spitze des sechsten Hinterleibssegments. Der Hinterleib ist verschmälert, etwas weniger breit als der Halsschild. Die Art ist von anderen Raubwanzen der Unterfamilie Harpactocorinae an der langgestreckten Gestalt mit einem Pronotum, das merklich länger ist als breit, unterscheidbar.

## Verbreitung
Das Verbreitungsgebiet von Vibertiola cinerea liegt im südlichen Mittelmeerraum. Die Art kommt in Katalonien (hier nur in Küstennähe), auf Sizilien, in Algerien, in Ägypten (einschließlich Sinai-Halbinsel) sowie im Jemen vor.

## Lebensweise
Den typischen Lebensraum der Wanzen bildet steppenartige Grasvegetation, in Spanien ausschließlich auf dem Horstgras Hyparrhenia hirta, in Nordafrika auch Halfagras (Stipa tenacissima) (in Ägypten wird außerdem  Panicum turgidum angegeben). Die gut getarnten Wanzen lauern in den Blatthorsten an der Basis ihrer Wirtspflanzen auf Beute. Die Art ist in ihrem Nahrungsspektrum nicht wählerisch (polyphag), zum Beutespektrum gehören kleine, weichhäutige Insekten wie Taufliegen (Drosophilidae), Schmetterlingsraupen und Echte Grillen (Gryllidae). Die Art bildet eine Generation pro Jahr aus. Die Imagines beobachtet man von März bis Oktober. Die Nymphen kommen im Juni zum Vorschein. Die beiden letzten Nymphenstadien sind offenbar in der Lage, zu überwintern (Hibernation). In Katalonien gilt die Art aufgrund des Rückgangs ihres typischen Lebensraumes als bedroht (IUCN-Kategorie VU D2).

## Taxonomie
Die Art wurde von Géza von Horváth 1907 als Vibertia cinerea erstbeschrieben, sie ist Typusart der Gattung. 1909 bemerke der Autor selbst, dass der Gattungsname Vibertia durch eine 1903 durch Ernest Marie Louis Bedel beschriebene Käfergattung präokkupiert war (Rüsselkäfer oder Curculionidae, heute synonymisiert mit Koenigius Heyden) und änderte den Gattungsnamen selbst zu Vibertiola ab.